# Joy Lauren

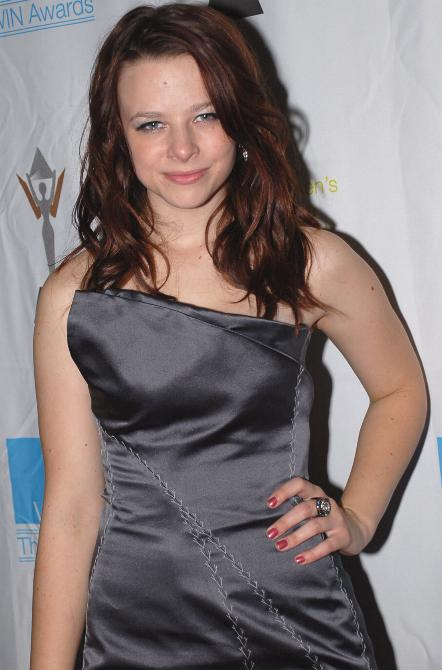
Joy Lauren.

Joy Lauren, född 11 januari 1990 i Atlanta, Georgia, är en amerikansk skådespelerska. Lauren är mest känd som Danielle Van De Kamp i TV-serien Desperate Housewives. Hon har även haft gästroller i serier som The Closer, Still Standing, Lizzie McGuire och The Division.

## Film och tv
- House of Dust
- Private Practice
- Tooth
- Sweet Sorrow
- Shark
- The Closer
- Desperate Housewives
- Still Standing
- Lizzie McGuire
- The Division